# Бук (Познанский повет)
Бук (пол. Buk (województwo wielkopolskie))  —  город  в Польше, входит в Великопольское воеводство,  Познанский повят.  Занимает площадь 2,96 км². Население 6210 человек (на 2004 год).